# Lucas van Valckenborch
Lucas van Valckenborch, né en 1535 ou peu après à Louvain et mort inhumé le 2 février 1597 à Francfort-sur-le-Main, est un peintre flamand.

## Biographie

### Famille
Lucas van Valckenborch est né dans ce qui allait devenir l'une des plus importantes familles d'artistes flamandes. S'étendant sur trois générations, quatorze artistes sont répertoriés dans la famille, parmi lesquels on retrouve son frère Marten van Valckenborch (en), et les fils de celui-ci, Gillis van Valckenborch (en) et Frederik van Valckenborch (en),.

### Premières années à Malines (1535-1566)
Né à Louvain, Lucas van Valckenborch a vraisemblablement étudié à Malines ; tout au moins y est-il mentionné comme maître dans les registres de la guilde de Saint-Luc à partir du 26 août 1560. On ne sait pas quels ont été ses maîtres. En 1564, Jaspar van der Linden a été son élève.
À l'époque, Malines était connue comme un centre pour l'huile et l'aquarelle et surtout la peinture de paysage. Le milieu artistique de Malines a eu une influence sur le développement de l'artiste puisque Lucas van Valckenborch a appris l'art de l'aquarelle à Malines. Ici, il a également fait la connaissance des peintres éminents Pieter Brueghel l'Ancien (1528-1569) et Hans Bol (1534-1593), qui ont tous deux joué un rôle important dans le développement de la peinture de paysage aux Pays-Bas. Le biographe du xviie siècle Karel van Mander a rapporté que Lucas van Valckenborch a appris à peindre des paysages à Malines.

### Exil (1566-1575)
Au début de la furie iconoclaste de 1566, Lucas van Valckenborch quitte la région d'Anvers avec son frère Marten, probablement pour des raisons religieuses car ils étaient peut-être protestants. Une série de vues topographiques, dont une vue peinte de Liège en 1567, prouvent que van Valckenborch a remonté la vallée de la Meuse. Ce voyage a joué un rôle important dans son développement en tant que paysagiste travaillant directement à partir de la nature. En 1570, l'artiste se trouve à Aix-la-Chapelle, où il retrouve son frère Marten. Ici, les deux frères ont également été rejoints pendant deux ans par Hans Vredeman de Vries, ami et confrère artiste, ainsi que Hendrik Steenwijk l'Ancien.

### À la cour de l'archiduc Mathias à Anvers puis Linz (1575-1593)

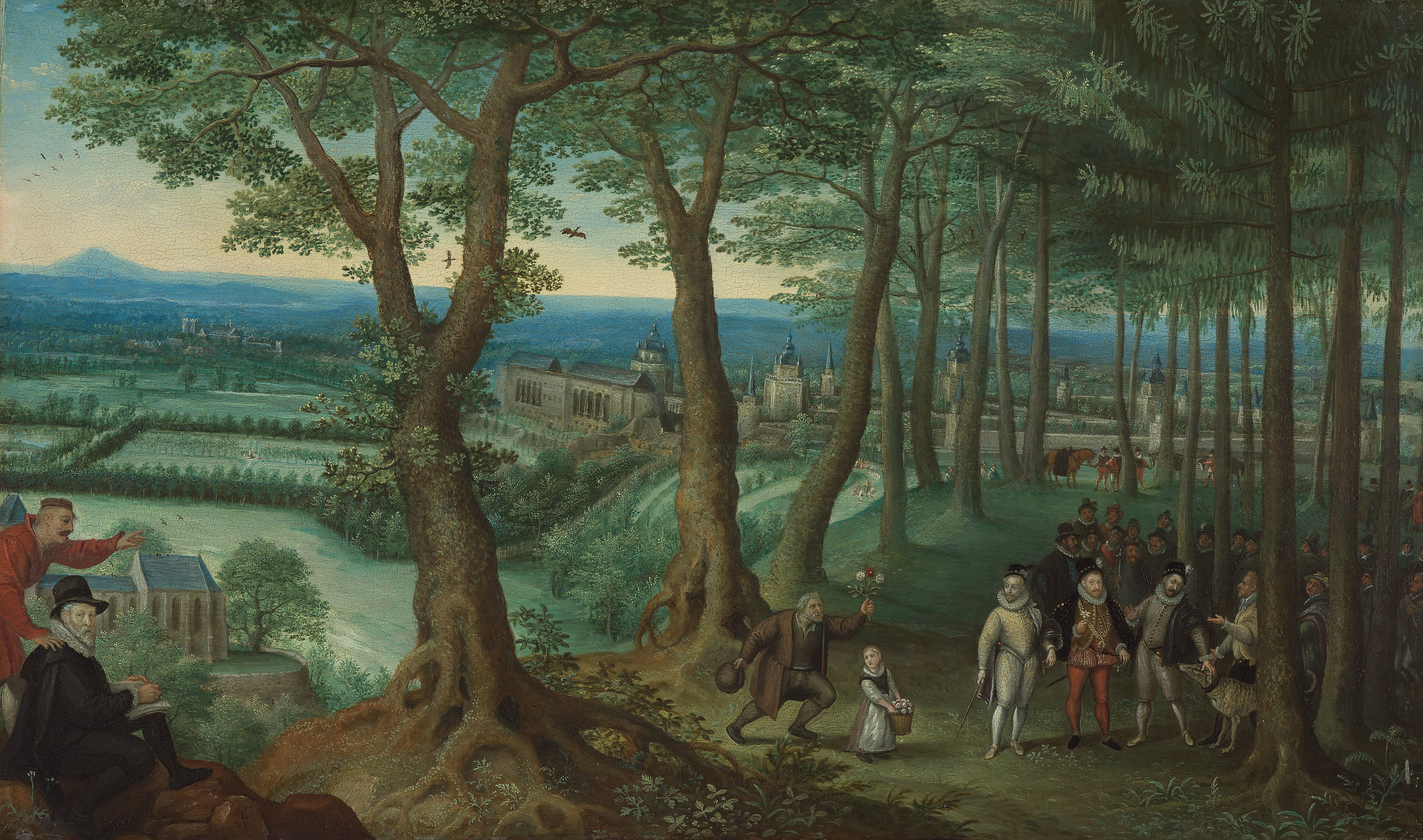
Promenade de l'Empereur dans les bois près du château de Neugebäu, vers 1593, conservé au musée d'histoire de l'art de Vienne. À l'avant-plan, dans le coin inférieur gauche, figure un autoportrait de l'artiste.

En 1575, Lucas est de retour à Anvers, où il s'est fait un nom. Là, il entre en contact avec l'archiduc Matthias, gouverneur des Pays-Bas espagnols, et entre à son service en 1579.
L'archiduc l'apprécie particulièrement pour ses talents de portraitiste. En tant que peintre de la cour, Valckenborch a créé notamment des dessins pour la garde de l'archiduc et des portraits. 
Lorsque Matthias renonce en 1581 à son poste de gouverneur, Valckenborch le suit à Linz en tant que peintre attitré (Kammermaler).
On ne sait pas exactement quand Lucas van Valckenborch a rejoint l'archiduc à Linz. Van Mander décrit le couple voyageant ensemble sur le Danube, mais il n'y a aucune preuve documentaire pour cela. On suppose qu'il est arrivé à Linz en 1582 ou avant, et y est resté jusqu'en juin 1582 au moins. Deux factures de Kremsmünster prouvent qu'il a effectivement passé du temps en Haute-Autriche.

### Fin de vie à Francfort (1593-1597)
En 1592 ou 1593, il s'établit à Francfort-sur-le-Main, où son frère réside depuis 1586. Lucas van Valckenborch y devient le professeur et le collaborateur de Georg Flegel, obtient la citoyenneté en 1594. Il meurt en 1597.

## Œuvre

### Généralités
Lucas van Valckenborch est principalement connu comme peintre paysager dans la lignée de Pieter Brueghel l'Ancien. Il peint de préférence des scènes de saison, dans lesquelles il représente le travail des paysans et les amusements des bourgeois. Il en résulte aussi des scènes de marché au cours des différentes saisons. Ses paysages donnent souvent une impression de grande précision topographique, bien qu'ils se conforment à la conception ancienne de ce qu'on appelle le « paysage universel » (Weltlandschaft) et ressortent donc de l'imaginaire. Il peint également des portraits.
Son monogramme est L / VV ou LVV. Au début de sa carrière, il plaçait les L sous les deux V, mais signe avec les lettres inversées à partir de 1570.

### Paysages
Van Valckenborch a travaillé en grande partie dans la tradition du Weltlandschaft (« paysage-monde »), qui montre des vues panoramiques présentées d'un point de vue à vol d'oiseau. Ce style de peinture de paysage a été développé à Anvers dans la première moitié du xvie siècle par des artistes comme Joachim Patinir, Herri met de Bles ou Pieter Brueghel l'Ancien. Il a également été pratiqué par les contemporains de Lucas van Valckenborch tels que Gillis Mostaert et Gillis van Coninxloo. Van Valckenborch a également peint des paysages topographiquement précis. On pense que Joris Hoefnagel a utilisé ses dessins topographiques, par exemple la Vue de Linz, pour l'atlas en six volumes, le Civitates Orbis Terrarum, publié par Georg Braun et Frans Hogenberg entre 1572 et 1617.

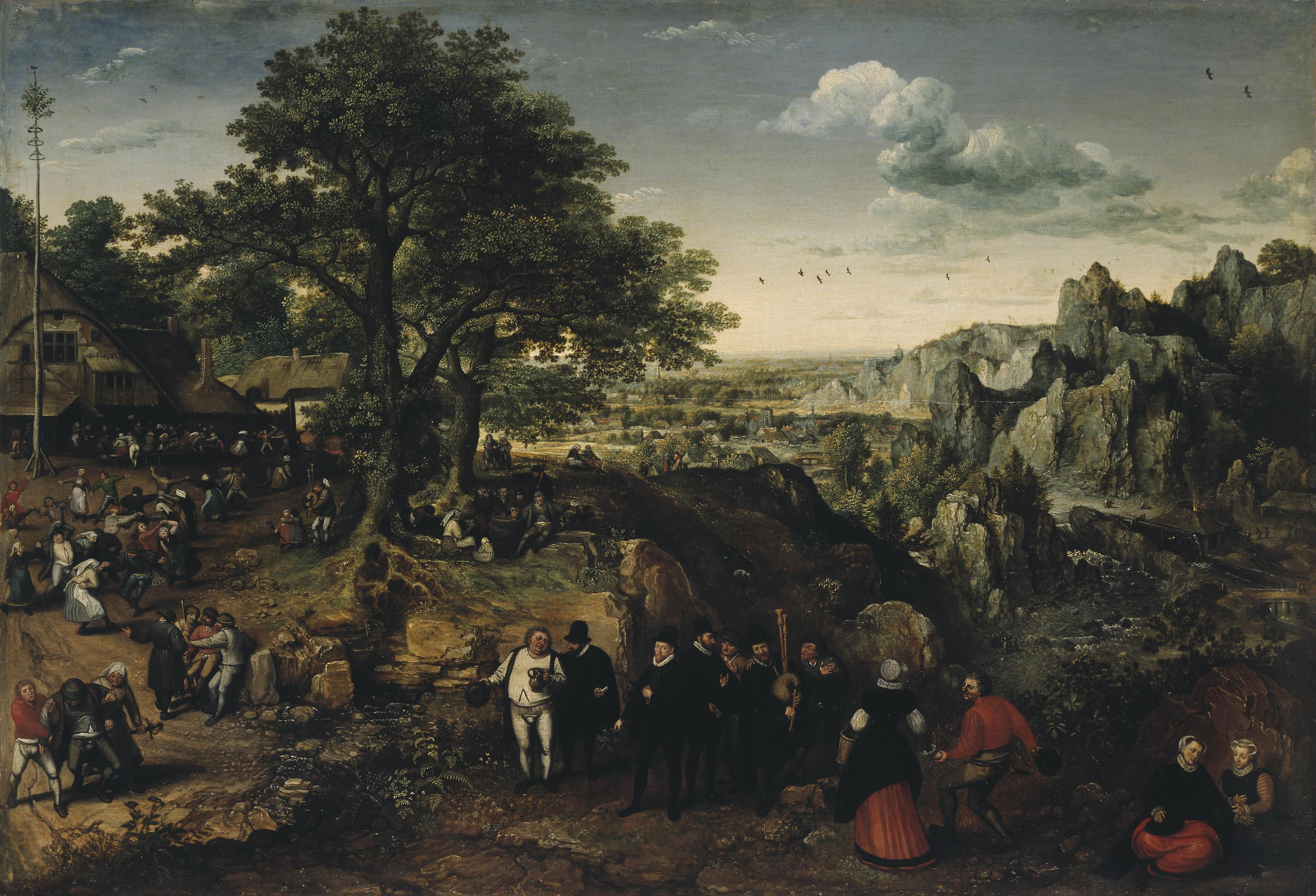
Paysage avec une fête rurale (1577, Musée de l'Ermitage)

Lucas van Valckenborch a basé nombre de ses paysages imaginaires sur des dessins qu'il avait réalisés directement d'après nature lors de ses voyages. Les dessins ont fourni un répertoire de motifs, qu'il a utilisés à plusieurs reprises. Ses compositions paysagères associent ainsi souvent des lieux réels à des éléments imaginaires. Il n'est donc pas possible de localiser la plupart des vues qu'il a créées. Par exemple, aucun des nombreux paysages avec fours et forges n'a jamais été identifié. Une grande partie de sa production paysagère est consacrée à la représentation de paysages rocheux dans lesquels il situe des forges ou de petites scènes religieuses ou paysannes. Un autre thème récurrent était celui des divertissements ruraux, comme dans le Paysage avec une fête rurale (1577, Musée de l'Ermitage) ou les deux versions du Paysage avec un mariage paysan et une danse (toutes deux de 1574, Statens Museum for Kunst). Il a également créé des représentations en gros plan de paysages forestiers.

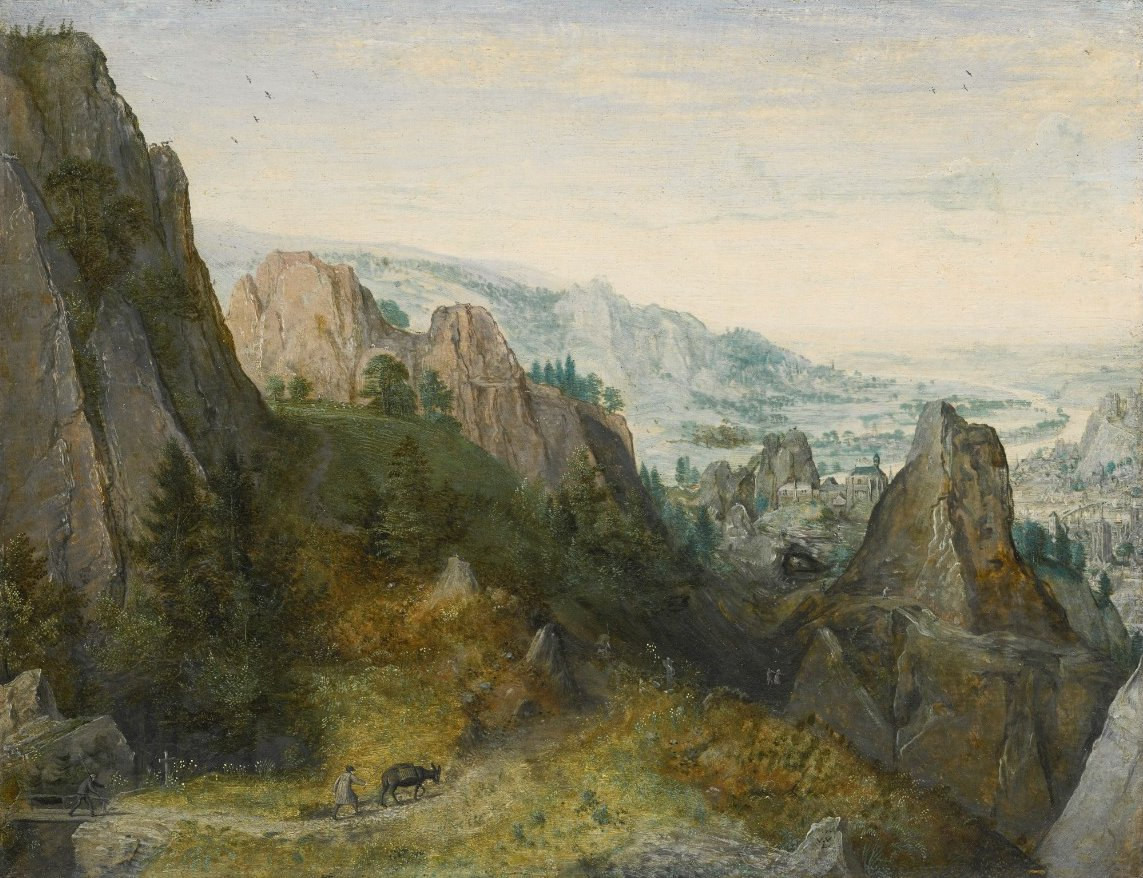
Paysage rocheux avec des voyageurs sur un chemin (vers 1570)

Dans leur mélange de fantaisie et de détails topographiques précis, les peintures de paysages de van Valckenborch offrent une vision du monde et de la relation de l'homme avec lui. Cela est particulièrement net dans ses paysages rocheux où les personnages minuscules sur le chemin sinueux sont réduits par les falaises monumentales. Un exemple est le Paysage rocheux avec des voyageurs sur un chemin (vers 1570, vente Sotheby's du 6 juillet 2016 à Londres, lot 3), où le chevrier lointain et les silhouettes de ses protégés ressemblent à des fourmis par rapport à la grande distance et la perspective vertigineuse de la scène. Cette représentation visuelle dramatique est clairement conçue comme un commentaire sur la place de l'homme dans l'univers.

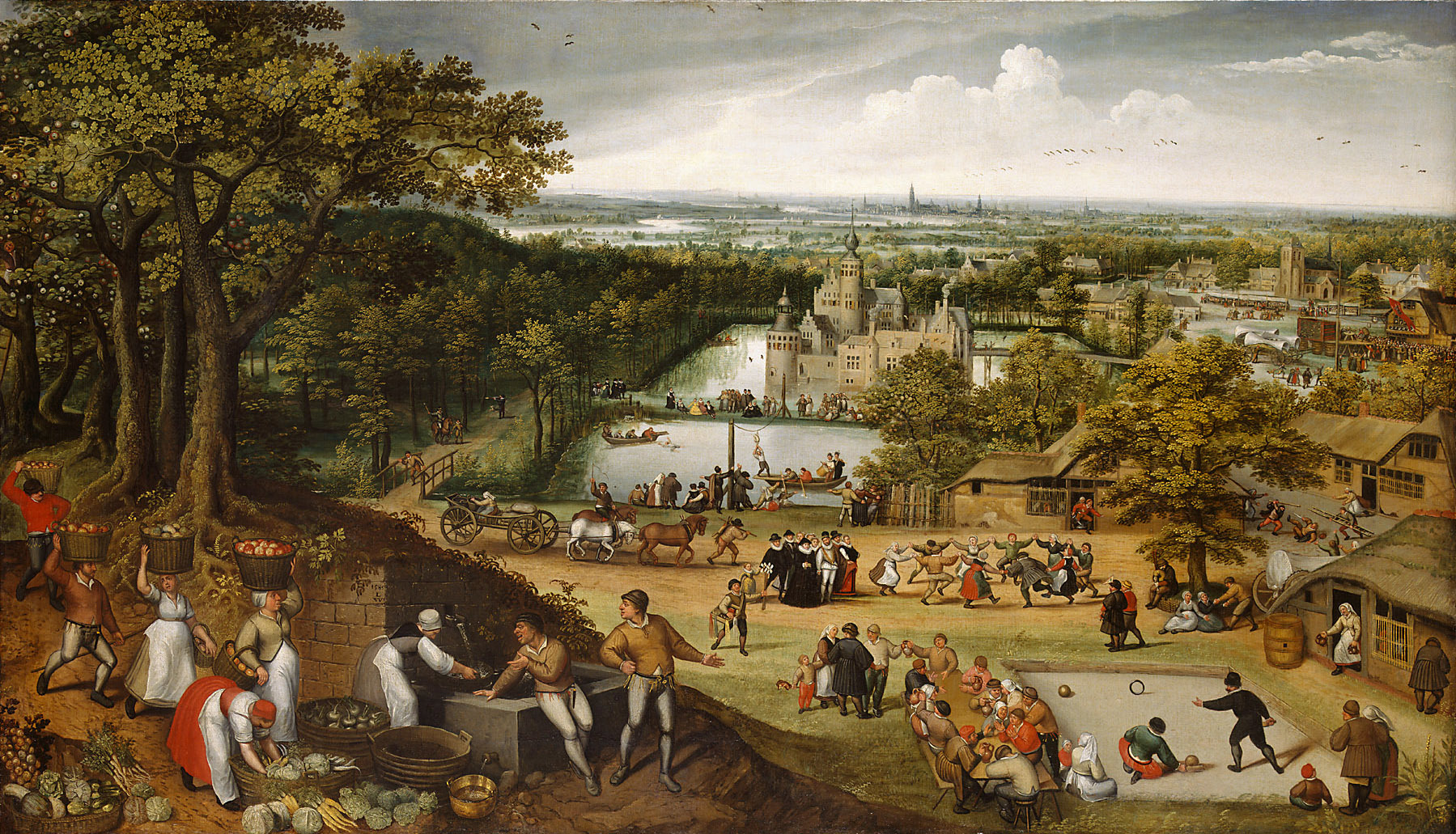
Paysage d'automne (Septembre), 1585, au musée d'Histoire de l'art de Vienne

Il a également peint, entre 1584 et 1587, une série de grands tableaux représentant les travaux des mois, probablement sur commande pour l'archiduc Matthias. Ces compositions, dont sept subsistent (dont cinq au Kunsthistorische Museum), présentent les différents mois de l'année en montrant l'évolution du paysage et les activités traditionnelles de l'homme au cours de chaque mois. Il n'est pas clair si les cinq tableaux manquants n'ont jamais été peints ou sont perdus. De par leur mise en scène réaliste, ces compositions présentent un intérêt documentaire. Le travail de Pieter Brueghel l'Ancien, qui avait peint une série de 6 tableaux sur les périodes de l'année, a eu une influence sur van Valckenborch. Lucas van Valckenborch s'est éloigné de la tradition de peindre le paysage en trois distances en cascade rendues en trois couleurs différentes : marron, vert et bleu pour chaque plan en retrait. Au contraire, il a souvent laissé de côté le ton vert pour le demi-fond. Il a également innové les scènes thématiques en les développant en scènes de genre avec une profondeur narrative plus forte.

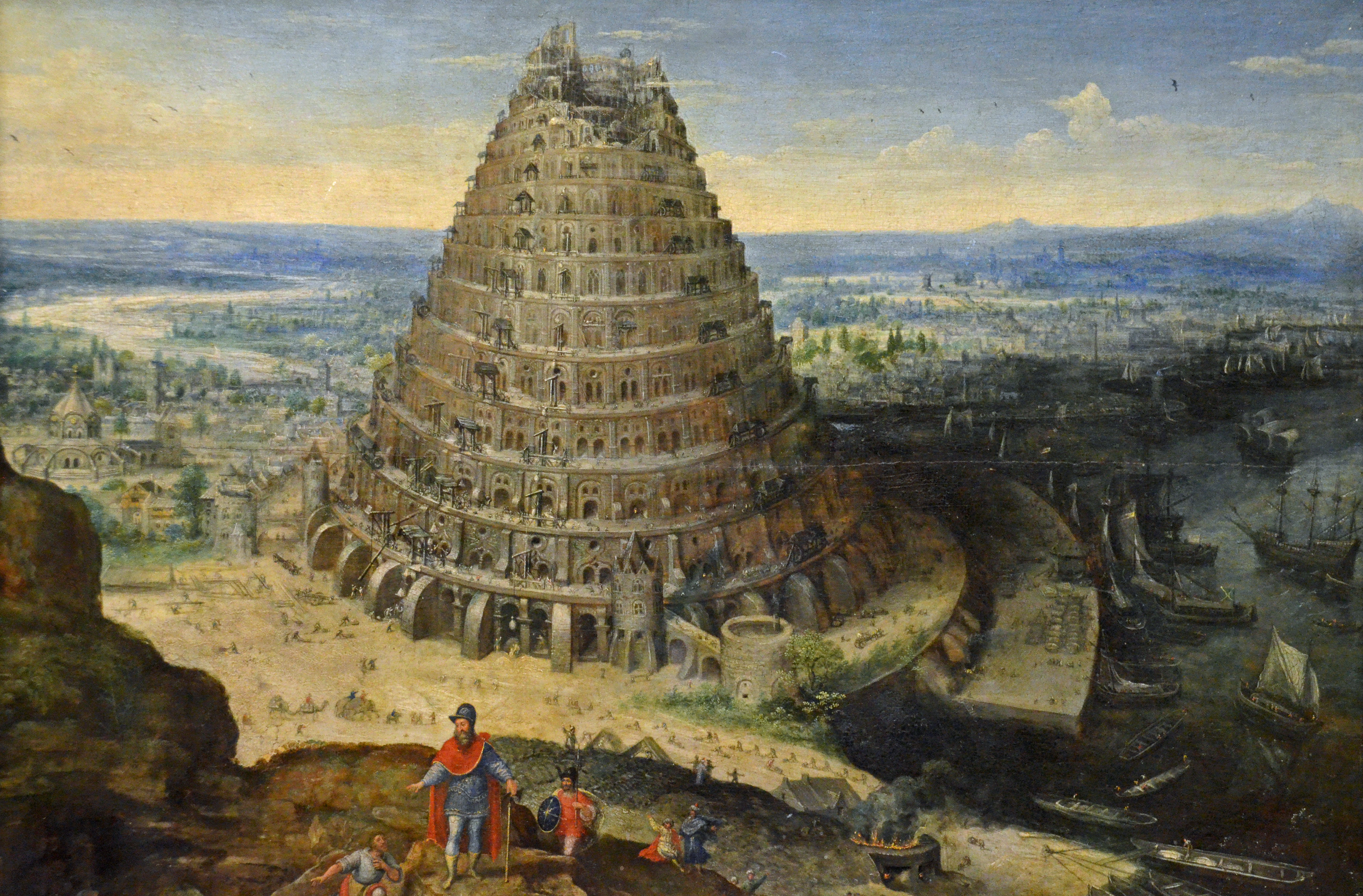
La Tour de Babel, 1594, au musée du Louvre

Lucas van Valckenborch revenait régulièrement sur le sujet de la tour de Babel, également représentée par Pieter Bruegel l'Ancien et plus tard par toute une série d'artistes flamands. Le sujet de la tour de Babel est généralement interprété comme une critique de l'orgueil humain, et en particulier de l'Église catholique qui, à l'époque, entreprenait à grands frais des projets de construction à grande échelle comme la basilique Saint-Pierre. Cependant, il a également été considéré comme une célébration du progrès technique, qui annoncerait un monde meilleur et plus organisé.

### Portraits

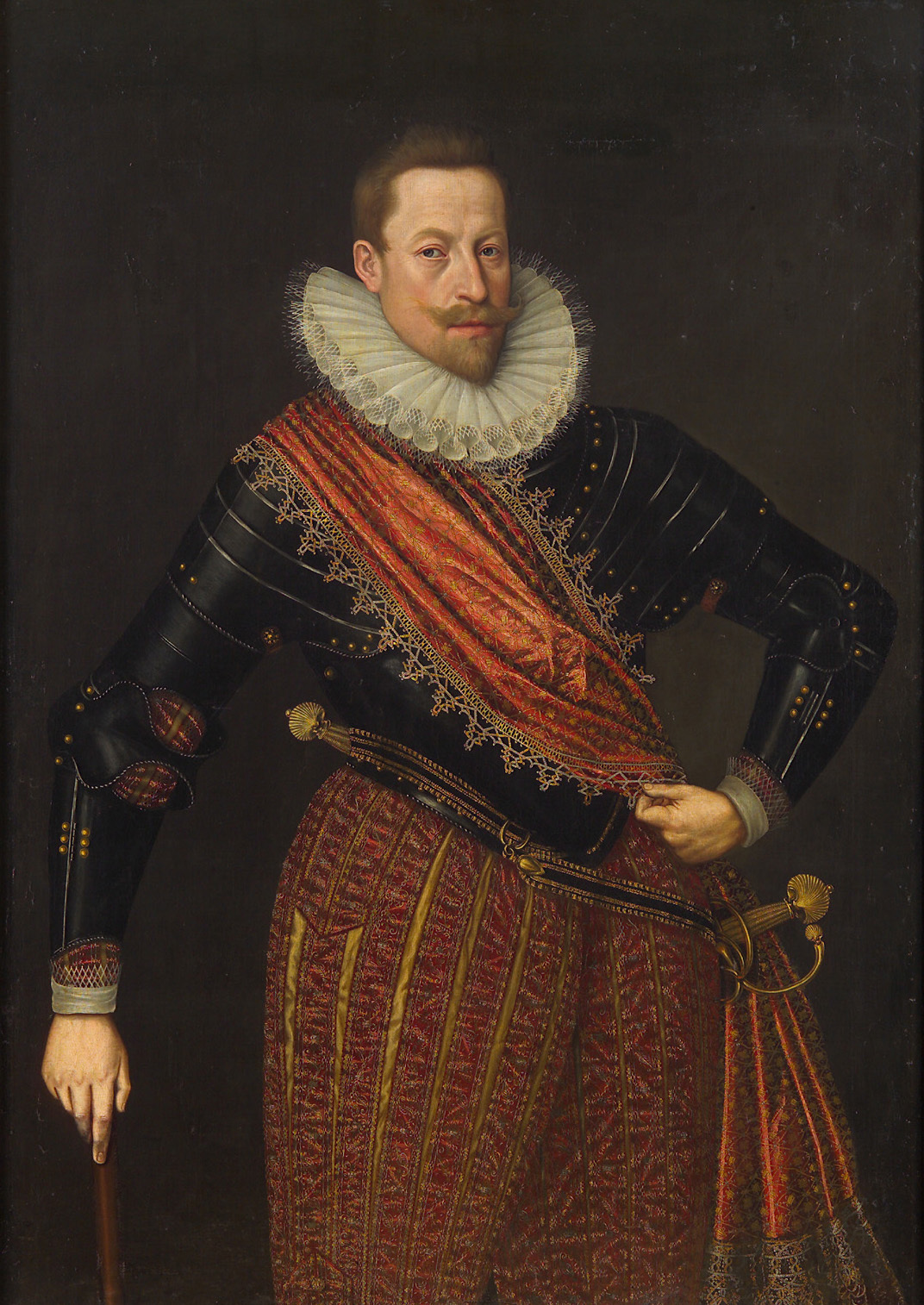
L'Empereur Matthias (1557-1619) en Archiduc, avec bâton, 1583, au musée d'Histoire de l'art de Vienne

L'archiduc Matthias aurait engagé Lucas van Valckenborch comme peintre de la cour pour ses talents de portraitiste. De nombreuses œuvres qu'il a réalisées pour l'archiduc étaient en fait des portraits, notamment des portraits de l'archiduc ou encore de Sibylle de Juliers-Clèves-Berg. Ces portraits étaient des portraits en pied ou en buste. Il a également peint plusieurs portraits miniatures de l'archiduc et de sa femme. Il est clair que le rôle de ces portraits était de montrer le pouvoir de l'archiduc et de flatter son ego, car il est invariablement représenté dans une position royale et imposante et habillé à la dernière mode.
Lucas van Valckenborch a également inclus des portraits miniatures de lui-même et de ses amis dans un certain nombre de ses peintures de paysages. C'est le cas par exemple dans Promenade de l'Empereur dans les bois près du château de Neugebäu, où il s'est représenté à gauche de la composition avec ses outils de dessin. Dans le Paysage avec une fête rurale (1577, Musée de l'Ermitage), il inclut des portraits de ses amis Abraham Ortelius, Joris Hoefnagel et lui-même parmi la foule des fêtards.

### Scènes de marché

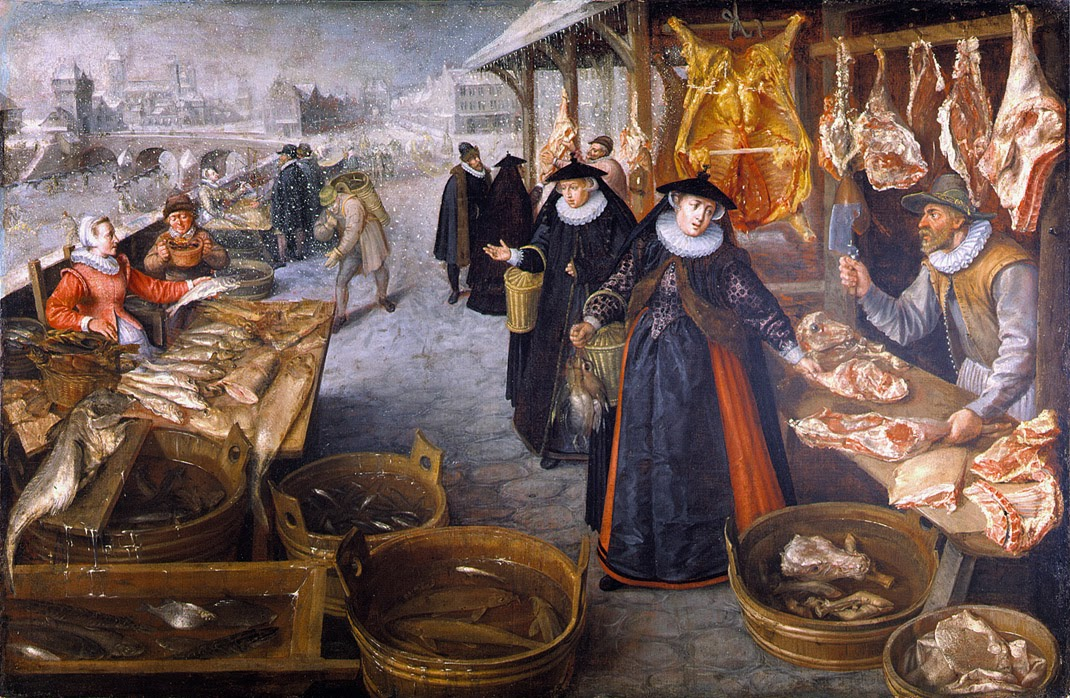
Marché aux viandes et aux poissons (Hiver), vers 1595, au musée des beaux-arts de Montréal

Lucas van Valckenborch a peint un certain nombre de scènes de marché, qui sont également distinctement liées aux quatre saisons. Le Marché aux viandes et aux poissons (Hiver) (vers 1595, Musée des beaux-arts de Montréal) est un exemple de scène de marché, qui est aussi une allégorie de l'hiver. L'œuvre faisait probablement partie d'une série de quatre consacrées aux saisons. L'imagerie des scènes de marché remonte à la génération précédente de peintres de l'école d'Anvers. Dans la série, van Valckenborch a particulièrement développé la tradition des scènes de marché de l'art lancée par Pieter Aertsen et Joachim Beuckelaer. Il a cherché à faire la synthèse entre la nature morte, le paysage et la peinture de genre.

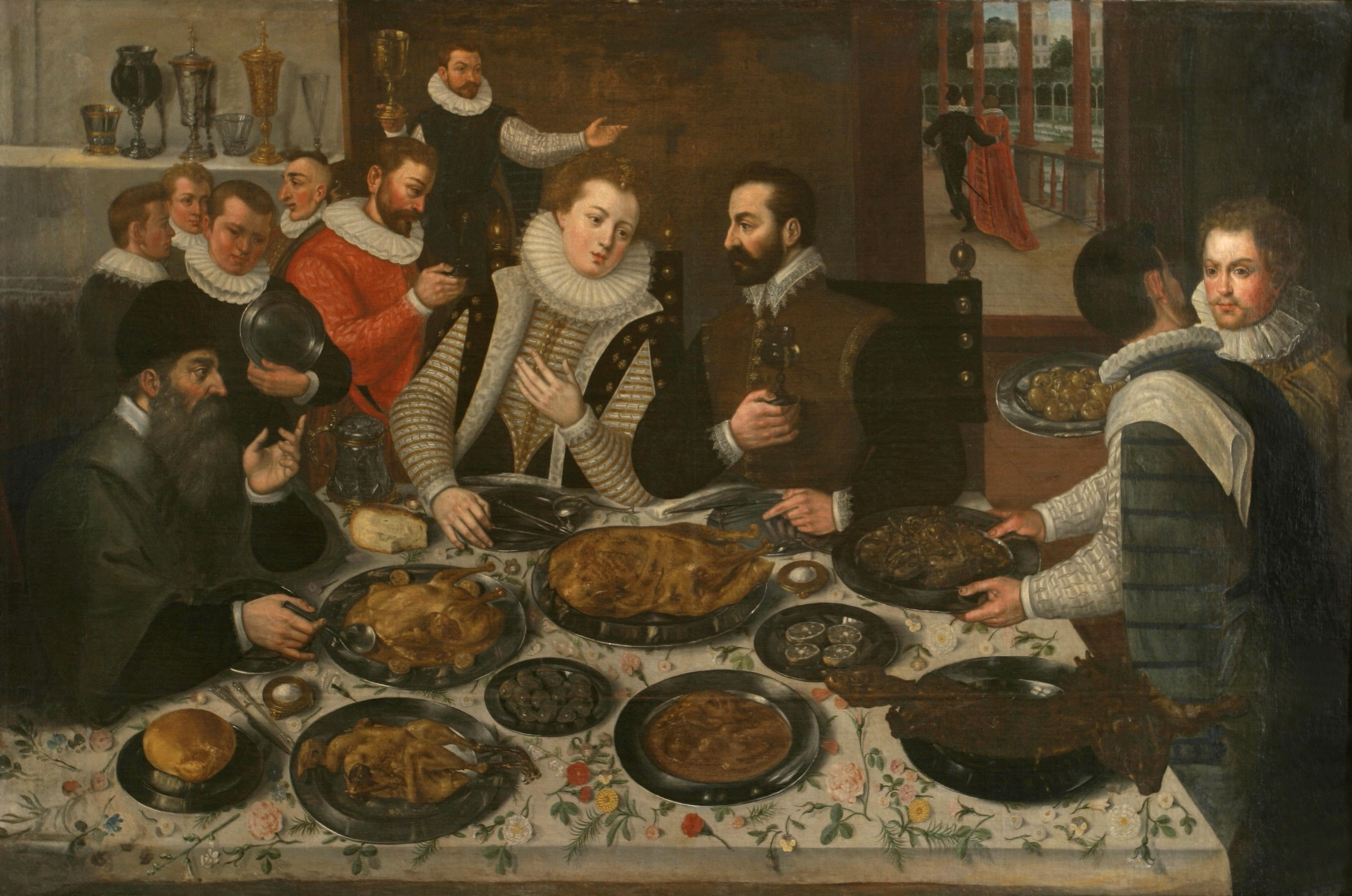
Banquet, au

Les natures mortes dans de nombreuses scènes de marché étaient l'œuvre de son assistant Georg Flegel qui s'était peut-être également entraîné avec lui. Une scène de marché aux poissons enneigée (Musée royal des Beaux-Arts d'Anvers) est un autre exemple de scène de marché se déroulant en hiver. Les gens patinent sur la glace en arrière-plan. Deux femmes aisées, emmitouflées, font leurs emplettes vêtues dans le style typiquement brabançon des années 1580-1600 environ. Le poissonnier est représenté en train de trancher des morceaux de saumon, tandis que sa femme prend du poisson fumé à un hameçon. Les poissons et les ustensiles au premier plan sont l'œuvre de Flegel qui a su restituer l'éclat fin du métal du seau en laiton et le grain du seau à eau en bois. Georg Flegel a également peint la nourriture et la vaisselle de luxe dans deux tableaux de van Valckenborch représentant des banquets (Musée de Silésie d'Opava (en) et collection privée H. Wiesenthal à Sankt Gilgen).

## Liste de tableaux
- 1573 : Paysage avec pâture sous les arbres (Francfort-sur-le-Main, Städelsches Kunstinstitut, huile sur bois, 34,7 × 46,8 cm (Inv. Nr. 1221)
- 1580 : L'Archiduc Matthias (1557-1619), en Scipion l'Africain, huile sur panneau de chêne, 59 × 49 cm, Kunsthistorisches Museum de Vienne (Nr. GG_1022)[12]
- 1580-1590 : Paysage à la fonderie (New Haven, Connecticut, États-Unis, Yale University Art Gallery), huile sur bois
- 1582 : Paysage de montagne, huile sur panneau, 25 × 35 cm, Rijksmuseum, Amsterdam
- 1583 : L'Archiduc Matthias (1557-1619) en armure, huile sur toile, 132 × 96 cm, Kunsthistorisches Museum de Vienne[13]
- 1585 - 1587 Paysages au Kunsthistorisches Museum de Vienne :
  - Paysage d'été à la moisson, huile sur toile, 116 × 198 cm (Inv. Nr. 1060)
  - Paysage d'automne à la récolte des fruits, huile sur toile, 116 × 198 cm (Inv. Nr. 5684)
  - Paysage de montagne avec bandits, chute d'eau et haut-fourneau, 1585 environ, huile sur toile, 113 × 204 cm (Inv. Nr. 1067)
  - Paysage d'hiver (1586), huile sur toile, 117 × 198 cm (Inv. Nr. 1064),
  - Paysage de printemps (1587), huile sur toile, 116 × 198 cm (Inv. Nr. 1065)
- 1586 : Le Massacre des Innocents, huile sur panneau, 78 × 108 cm, Musée Thyssen-Bornemisza, Madrid[14]
- 1588-1592 : Paysage avec une fête campagnarde, huile sur toile, 49 × 73 cm, Musée de l'Ermitage, Saint-Petersbourg[15]
- 1590 : 
  - Le Repos pendant la fuite en Égypte, huile sur panneau de chêne, 24 × 19 cm, Château royal de Varsovie (ZKW)[16]
  - Point de vue sur la ville de Linz avec une paysanne et un randonneur, huile sur panneau, 22 × 33 cm, Collection privée[17]
- 1593 au Städelsches Kunstinstitut, Francfort-sur-le-Main :
  - Vue d'Anvers avec l'Escault gelé, huile sur bois, 42,2 × 63 cm, (Inv. Nr. 668)[18]
  - Vue de Linz, couleur sur bois, 24 × 36 cm[19]
- 1593 environ au Kunsthistorisches Museum de Vienne :
  - Promenade impériale en forêt, en arrière-plan le château de Neugebäu, huile sur cuivre, 2 136 × cm (Inv. Nr. 9863)
  - Promenade impériale devant le château de Neugebäu à Vienne, huile sur toile, 63,5 × 101,5 cm.
- 1594 : La Tour de Babel (musée du Louvre, Paris), huile sur bois, 41 × 56 cm
- 1594 environ :
  - La Tour de Babel, Alte Pinakothek, Munich (Nr. 1642)[20]
  - La Tour de Babel, huile sur toile, 40 × 51 cm, musée des Beaux-Arts de Strasbourg[21]
- 1595 : Paysage de montagne avec chute d'eau et moulin (Vaduz, collection Liechtenstein, huile sur bois, 26,8 × 37,5 cm (Inv. Nr. 563),
- 1595 environ : 
  - Construction de la tour de Babel (Coblence, Mittelrhein-Museum, huile sur bois, 42 × 68 cm (Inv. Nr. M 31),
  - Huy vue d'Ahin, huile sur bois, 24 × 33 cm, au musée royal des beaux-arts, à Anvers[22]
  - Un marché aux viandes et aux poissons (Hiver) au Musée des beaux-arts de Montréal , à Montréal
  - Paysage avec des forges, huile sur toile, 41 × 64 cm, Musée du Prado[23]
- Non daté :
  - Paysage à Dinant, peinture, Musée national d’Art ancien, Lisbonne[24]
  - Paysage, couleur sur bois, 24 × 33 cm, musée royal des Beaux-Arts d'Anvers[25]
  - La Moisson, peinture, Palais des beaux-arts de Lille[26]

## Liste de dessins
- Vue de la ville de Linz en Autriche, depuis le Poestlingberg, encre de Chine avec des rehauts de blanc, feuille coupée en deux parties : H. 0,127 × 0,345 m, Paris, Beaux-arts de Paris, inv. n°Mas. 608 et inv. n°Mas. 609[27],[28],[29].

## Galerie d'images

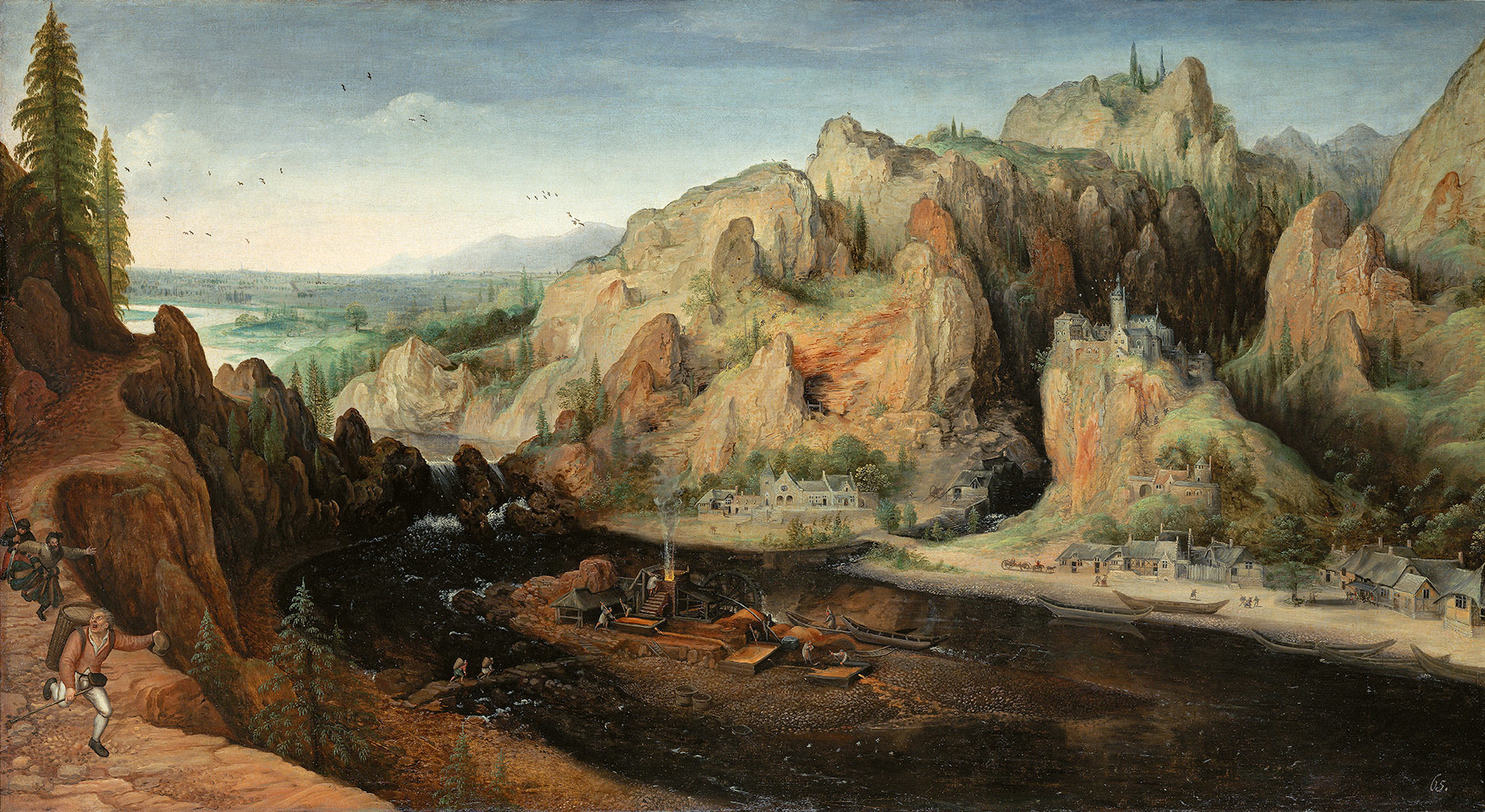
Paysage de montagne avec bandits, chute d'eau et haut-fourneau (1585)
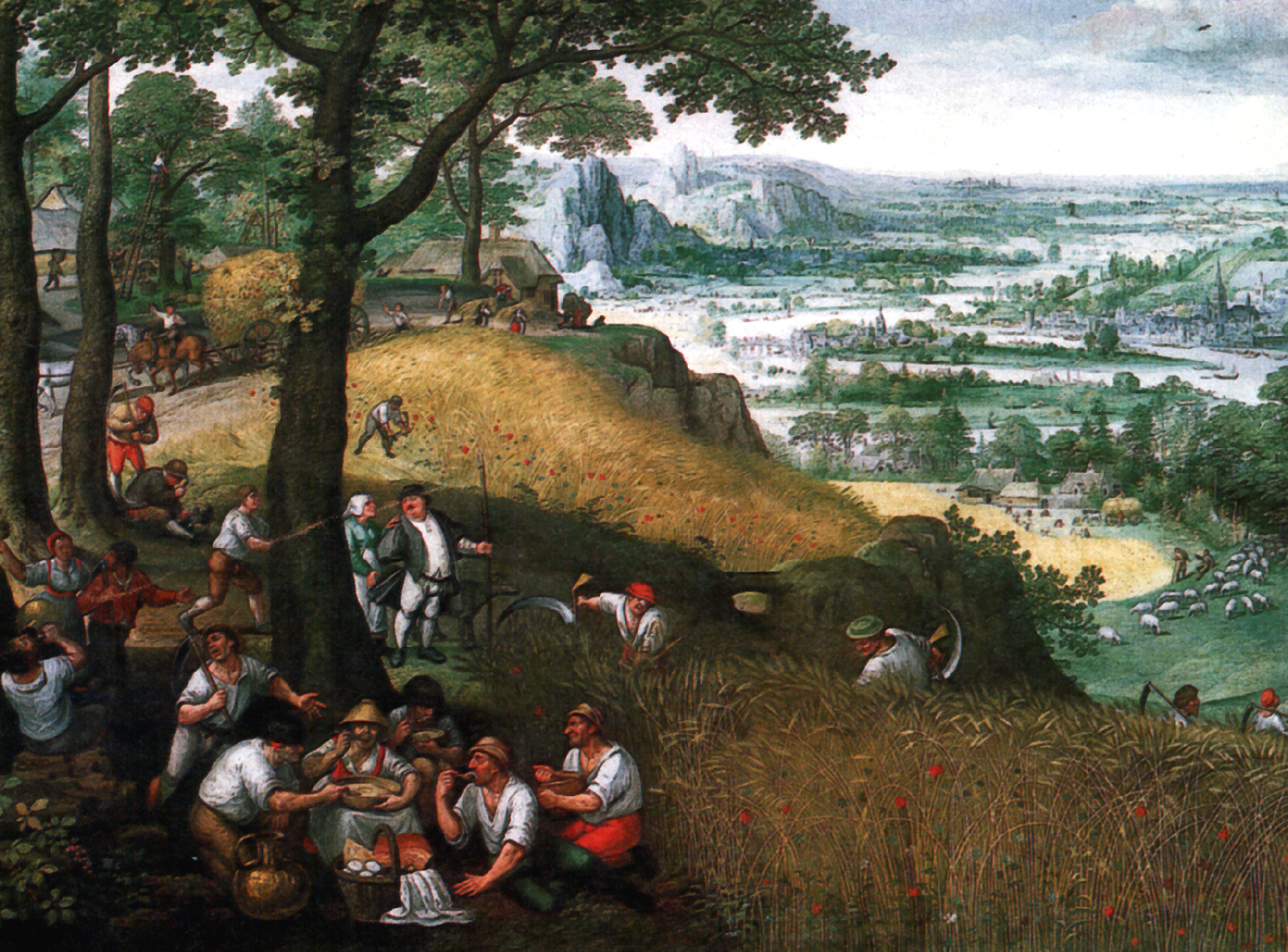
Paysage d'été à la moisson (1585)
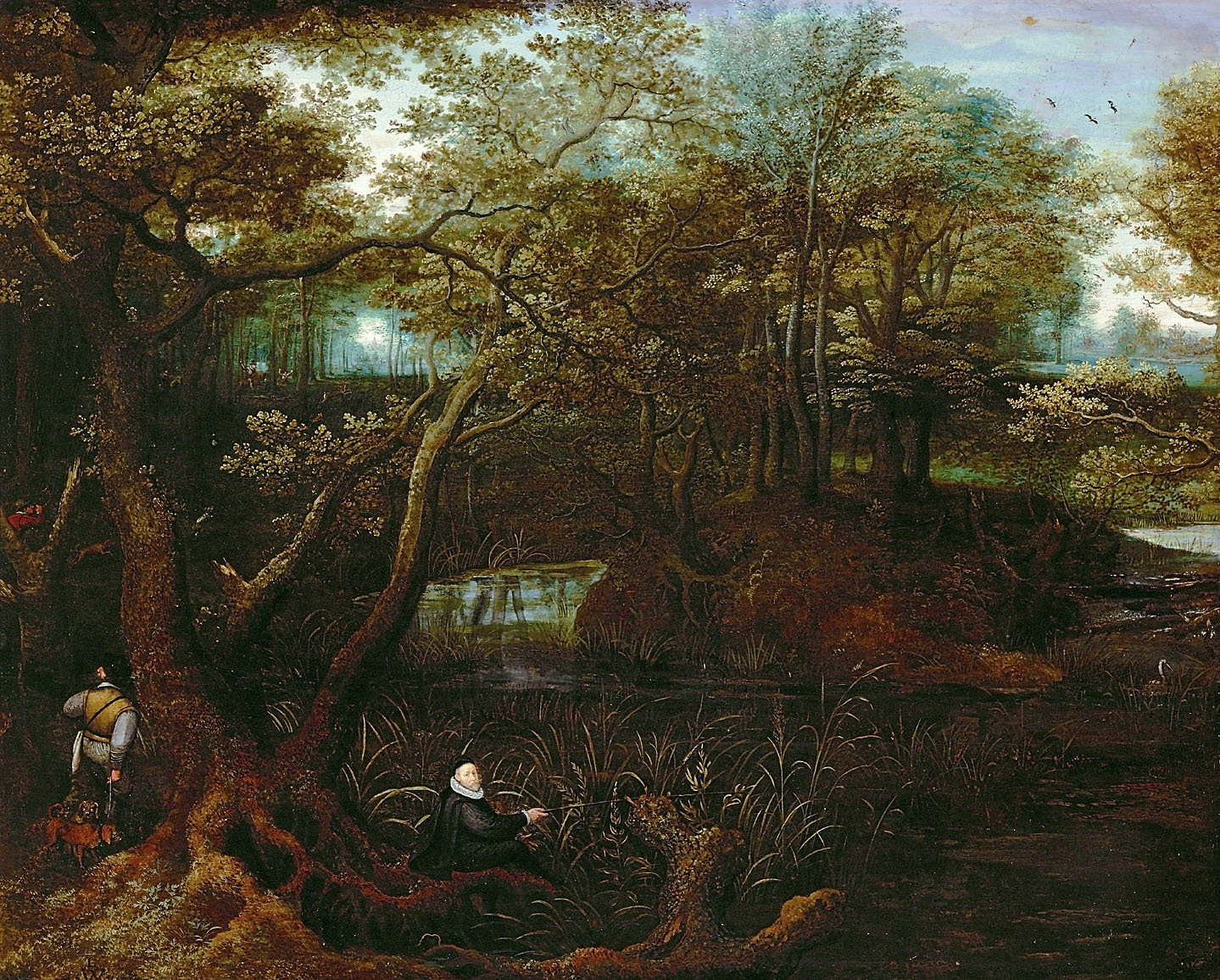
Pêcheur dans un étang de forêt avec autoportrait (1590)
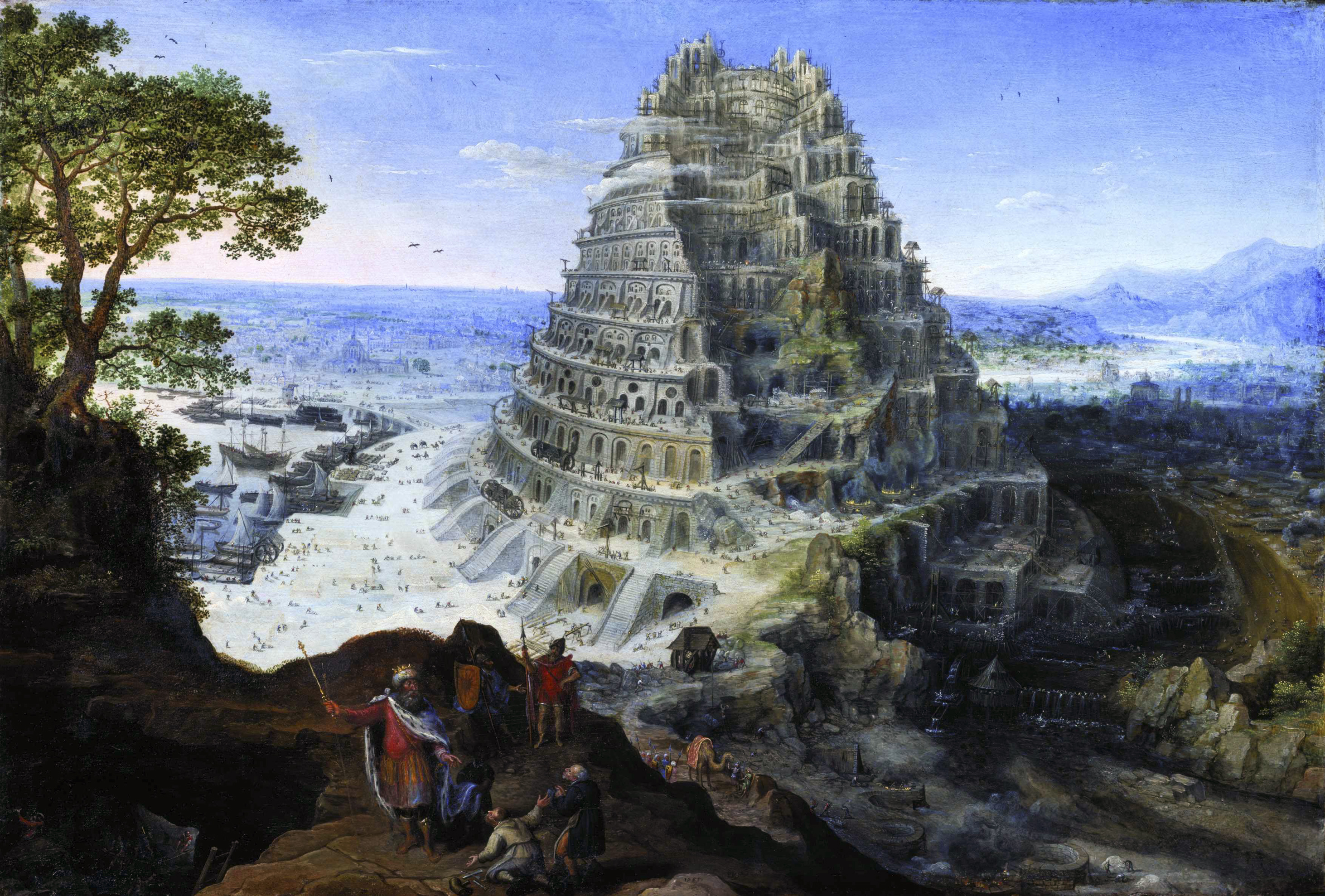
Construction de la Tour de Babel (1595)
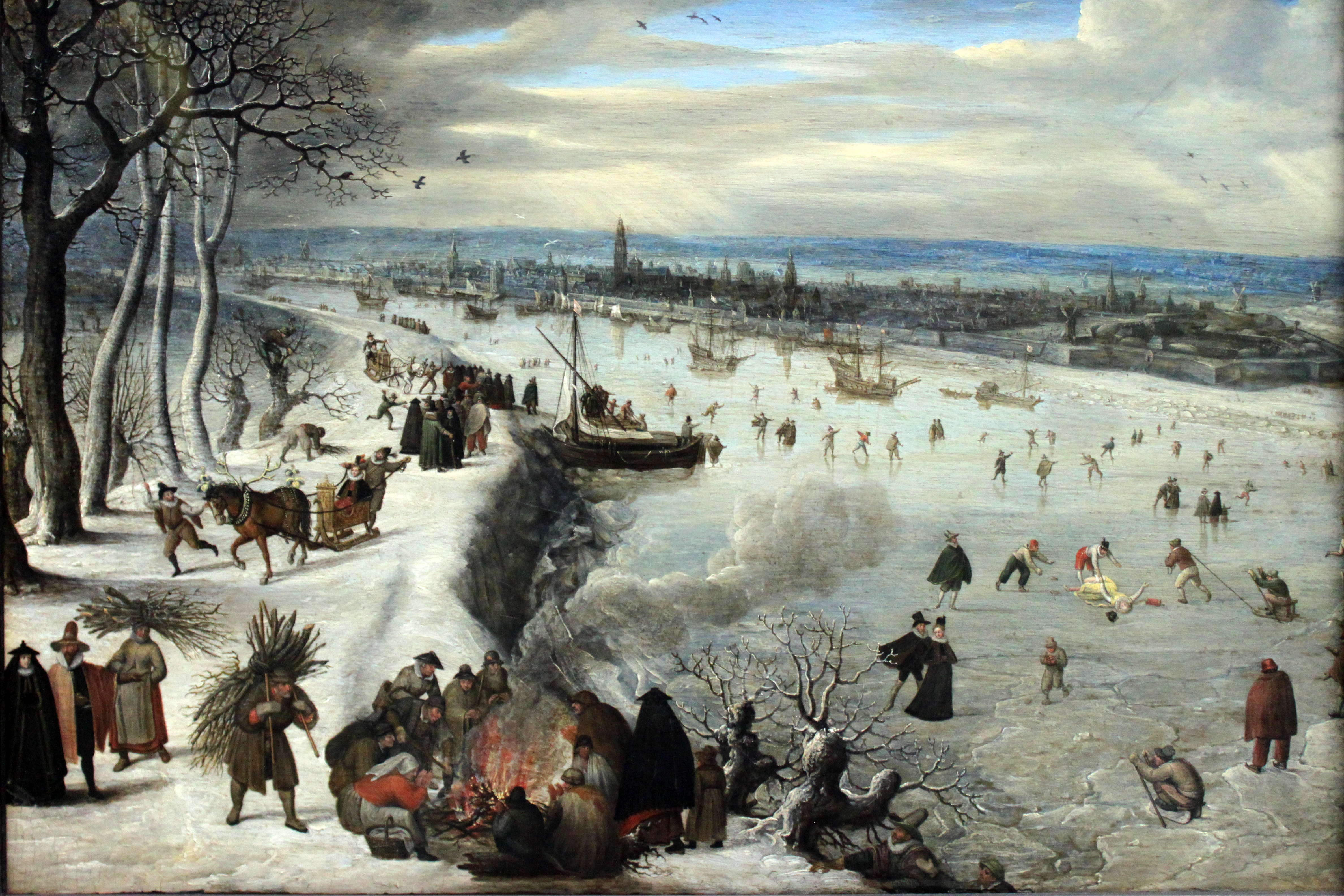
Vue d'Anvers avec l'Escaut gelé (1593)

## Sources
- (de)/(en) Cet article est partiellement ou en totalité issu des articles intitulés en allemand « Lucas van Valckenborch » (voir la liste des auteurs) et en anglais « Lucas van Valckenborch » (voir la liste des auteurs).